# Nostalghia
Nostalghia är en italiensk-sovjetisk film från 1983, regisserad av Andrej Tarkovskij. Den är inspelad i Italien, med Erland Josephson i en av huvudrollerna.